# Снежана Савичић Секулић
Снежана Савичић-Секулић (3. октобар 1975) je солисткиња Опере Народног позоришта у Београду и позоришта Мадленианум и професор соло певања на Академији умјетности Универзитета у Бањој Луци.

## Биографија
Рођена је 1975. године у Герзову код Мркоњић Града. Дипломирала је и магистрирала на Факултету музичке уметности у Београду у класи Радмиле Смиљанић. Добитник је награде Удружења музичких уметника Србије за најуспешнијег младог уметника 2001. године. Била је стипендиста Фонда краљевског дома Карађорђевића 2002. Као најбољи студент соло певања 2003. је добила награду из фонда „Бисерка Цвејић“. Од 2004. до 2007. је била стипендиста CEE Musiktheater из Беча. Дебитовала је на сцени Народног позоришта где је тумачила улогу Ђилде у представи „Риголето“. Осим тога, наступала је и у представама: „Чаробна фрула“, „Фигарова женидба“, „Боеми“, „Ђани Скики“, „Хофманове приче“, „Севиљски берберин“, „Анжелика“, „Мандрагола“, „Лучија од Ламермура“, као и на концерту Бечке државне опере.
Осим оперског, Снежана Савичић-Секулић негује и концертно певање.

## Приватни живот
Удата је за свештеника Александра Секулића и има сина Теодора и ћерку Jaњу.